# Death of a Soldier
Pour plus de détails, voir Fiche technique et Distribution.
Death of a Soldier est un film australien réalisé par Philippe Mora et sorti en 1986.

## Fiche technique
- Titre : Death of a Soldier
- Réalisation : Philippe Mora
- Scénario : William L. Nagle
- Photographie : Louis Irving
- Musique : Allan Zavod
- Montage : John Scott
- Son : Julian Ellingworth
- Production : Suatu Film Management
- Pays de production :  Australie
- Durée : 93 minutes
- Date de sortie : Australie - 4 décembre 1986[1]

## Distribution
- James Coburn
- Bill Hunter
- Reb Brown
- Maurie Fields
- Max Fairchild
- Belinda Davey
- Randall Berger
- Michael Pate

## Distinctions
- Nommé en 1986 lors des Australian Film Institute Awards